# Mistrovství světa v jízdě na skibobech 2019
XXXX. ročník Mistrovství světa v jízdě na skibobech 2019 se konal v rakouském středisku Nassfeld od 21. března do 24. března 2019. Na programu šampionátu byl závod v super G, obřím slalomu, slalomu a kombinaci a to v kategorii mužů a žen.

## Medailové pořadí zemí
| Pořadí | Země            | Zlato | Stříbro | Bronz | Celkově |
| ------ | --------------- | ----- | ------- | ----- | ------- |
| 1.     | Česko (CZE)     | 8     | 3       | 2     | 13      |
| 2.     | Rakousko (AUT)  | -     | 3       | 4     | 7       |
| 3.     | Švýcarsko (SUI) | -     | 2       | 1     | 3       |
| 4.     | Německo (GER)   | -     | -       | 1     | 1       |
|        | Celkem          | 8     | 8       | 8     | 24      |

## Medailisté

### Muži
| Disciplína  | Zlato                     | Stříbro                      | Bronz                            |
| ----------- | ------------------------- | ---------------------------- | -------------------------------- |
| super G     | Pavel Čiháček Česko (CZE) | Joachim Knauß Rakousko (AUT) | Björn Walter Švýcarsko (SUI)     |
| obří slalom | Pavel Čiháček Česko (CZE) | Joachim Knauß Rakousko (AUT) | Gerfried Seeber Rakousko (AUT)   |
| slalom      | Pavel Čiháček Česko (CZE) | Björn Walter Švýcarsko (SUI) | Markus Achleitner Rakousko (AUT) |
| kombinace   | Pavel Čiháček Česko (CZE) | Björn Walter Švýcarsko (SUI) | Markus Achleitner Rakousko (AUT) |

### Ženy
| Disciplína  | Zlato                             | Stříbro                           | Bronz                              |
| ----------- | --------------------------------- | --------------------------------- | ---------------------------------- |
| super G     | Aneta Havlíčková Česko (CZE)      | Lisa Zaffová Rakousko (AUT)       | Gabriela Jašková Česko (CZE)       |
| obří slalom | Gabriela Jašková Česko (CZE)      | Aneta Havlíčková Česko (CZE)      | Stanislava Preclíková Česko (CZE)  |
| slalom      | Stanislava Preclíková Česko (CZE) | Aneta Havlíčková Česko (CZE)      | Lisa Zaffová Rakousko (AUT)        |
| kombinace   | Aneta Havlíčková Česko (CZE)      | Stanislava Preclíková Česko (CZE) | Silvia Steiningerová Německo (GER) |